# Borebi
Borebi es un municipio brasileño del estado de São Paulo. Se localiza a una latitud 22º34'10" sur y a una longitud 48º58'16" oeste, estando a una altitud de 590 metros. Su población estimada en 2004 era de 2.205 habitantes.
Posee un área de 348,116 km².

## Geografía

### Demografía
Datos del Censo - 2000
Población Total: 1.933
- Urbana: 1.478
- Rural: 455
  - Hombres: 1.001
  - Mujeres: 932

Densidad demográfica (hab./km²): 5,55
Mortalidad infantil hasta 1 año (por mil): 16,67
Expectativa de vida (años): 70,79
Tasa de fertilidad (hijos por mujer): 2,31
Tasa de Alfabetización: 84,58%
Índice de Desarrollo Humano (IDH-M): 0,746

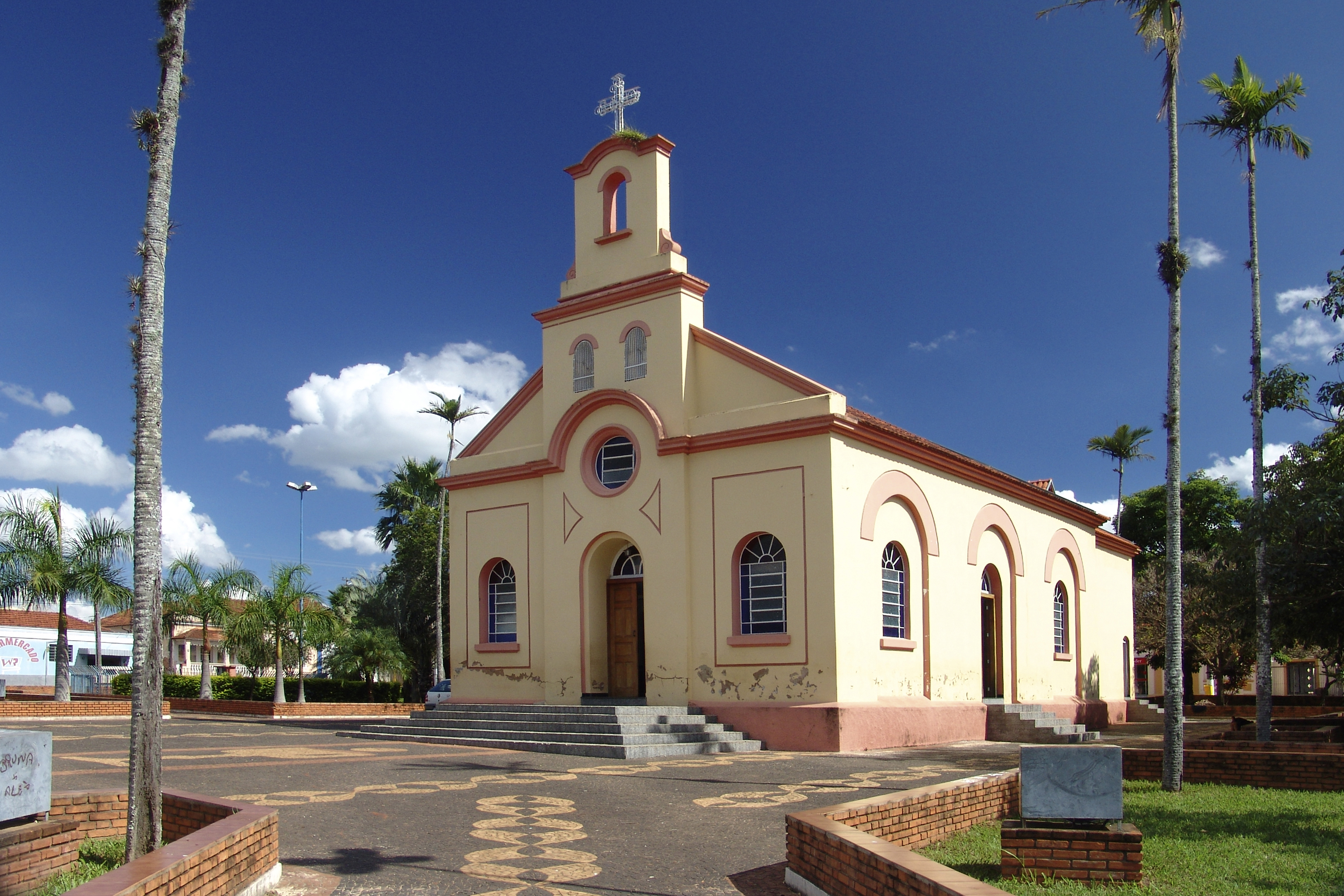
Iglesia principal.

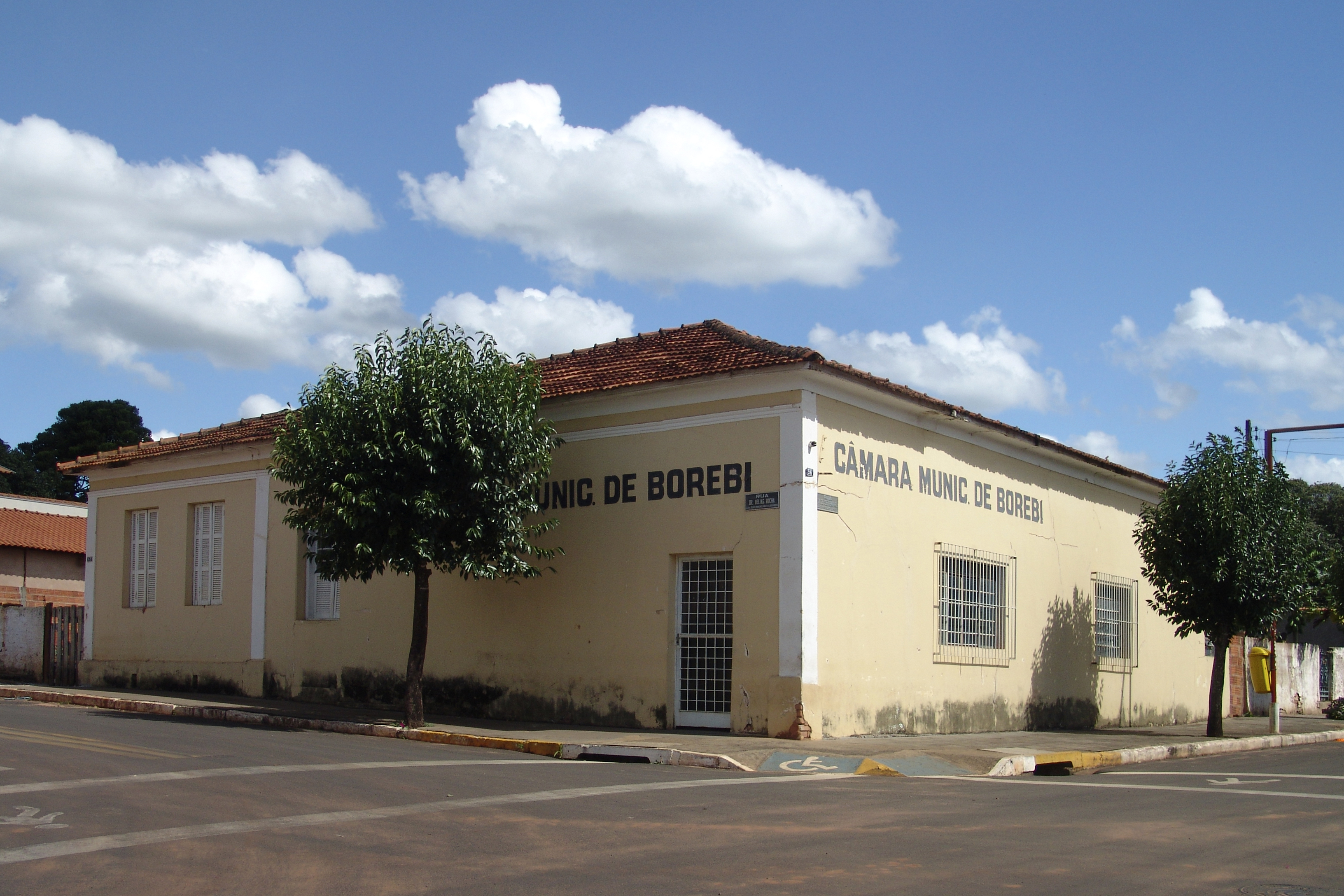
Cámara del municipio.

- IDH-M Salario: 0,664
- IDH-M Longevidad: 0,763
- IDH-M Educación: 0,812

(Fuente: IPEADATA)

### Hidrografía
- Río Lençóis
- Río Turvinho
- Río Claro
- Río Palmital
- Arroyo Son Mateus
- Río del Jacu
- Río de las Antas
- Río Vinte-e-oito
- Río Coronel Leche
- Río São José
- Río Tapera
- Río del Caboclo
- Río del Pulador

### Carreteras
- Carretera Marechal Rondon (SP-300)

## Administración
- Prefecto: Luiz Antonio Finoti Daniel (2005/2008)
- Viceprefecto: Luiz Carlos Pescinelli
- Presidente de la Cámara: Juán Lima de Souza (2007/2008)